# Acrocyrtidus fasciatus
Acrocyrtidus fasciatus är en skalbaggsart som beskrevs av Jordan 1894. Acrocyrtidus fasciatus ingår i släktet Acrocyrtidus och familjen långhorningar.
Artens utbredningsområde är Laos. Inga underarter finns listade i Catalogue of Life.

## Bildgalleri

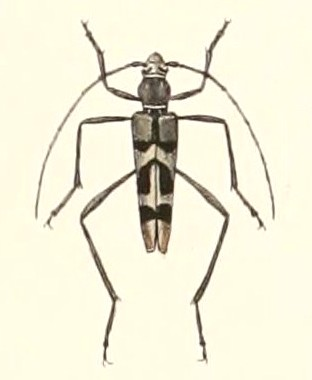